# Dlouhomilov

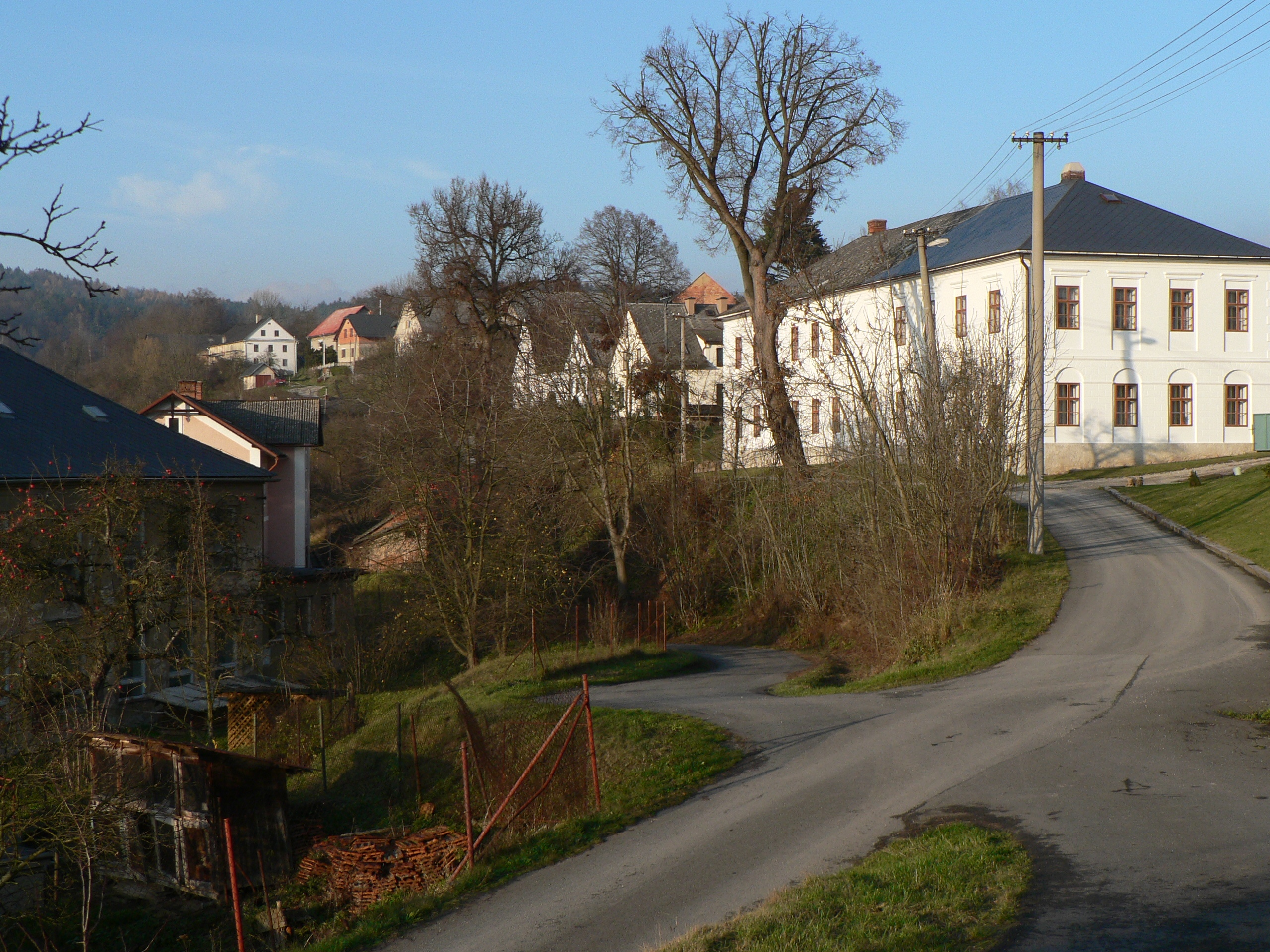
Ortsansicht

Dlouhomilov (deutsch Lomigsdorf) ist eine Gemeinde in Tschechien. Sie liegt sieben Kilometer südlich von Šumperk und gehört zum Okres Šumperk. Das Dorf Dlouhomilov ist als dörfliche Denkmalszone geschützt.

## Geographie
Dlouhomilov erstreckt sich am Bach Loučka und zweier kleiner Zuflüsse in der Úsovská vrchovina (Ausseer Hügelland). Nördlich erheben sich der Dražník (506 m) und Malínský vrch (491 m) sowie im Süden die Šebená (Oberer Berg, 476 m).
Nachbarorte sind Dolní Studénky, Králec und Třemešek im Norden, Nový Malín im Nordosten, Dolní Olešná im Osten, Horní Libina und Benkov im Südosten, Medelské und Strupšín im Süden, Dolní Brníčko und Brníčko im Südwesten, Kolšov im Westen sowie Sudkov im Nordwesten.

## Geschichte
Die erste urkundliche Erwähnung des nach einem Dlúhomil benannten Dorfes stammt aus dem Jahre 1356. Dlouhomilov war der Sitz verschiedener kleiner Landadeliger, die das Prädikat von Dlouhomilov verwendeten. Seit 1385 ist das südlich gelegene Medelské, das aus drei Höfen entstanden ist, nachweisbar. 1437 erwarben die Herren von Tunkl den Ort und schlossen ihn an die Herrschaft Brníčko an. In Dlouhomilov befand sich ein Erbgericht und mehrere Freihöfe. Seit 1490 gehörte das Dorf zur vereinigten Herrschaft Hohenstadt. Dlouhomilov war seit dem Ende des 16. Jahrhunderts Pfarrort für die umliegenden Dörfer. Während des Dreißigjährigen Krieges erlosch die Pfarre. Im Hufenregister von 1677 sind für Dlouhomilov 27 Anwesen ausgewiesen. Zwischen 1767 und 1770 wurde eine neue Kirche erbaut, die 1785 zur Lokalie erhoben wurde. Die erste Dorfschule ist 1793 nachweislich. Im 19. Jahrhundert wuchs Dlouhomilov weiter nach Süden bis an die Loučka und bildete mit Medelské ein geschlossenes Siedlungsgebiet. In den 1830er Jahren begann in der Umgebung der Abbau von Eisenerz, das zu den Hütten von Zöptau und Blansko geliefert wurde. 1834 lebten in den 80 Häusern des Dorfes 648 Menschen.
Nach der Aufhebung der Patrimonialherrschaften bildete Dlouhomilov / Lomigsdorf ab 1850 mit dem Ortsteil Medelsko / Dreihöfen eine Gemeinde im Bezirk Hohenstadt. 1853 wurde die Kirche zur Pfarrkirche erhoben. Zu Beginn des 20. Jahrhunderts verlor Medelsko den Status eines Ortsteils. 1910 standen in Dlouhomilov 106 Wohnhäuser mit 847 Bewohnern. 1930 hatte das Dorf 807 Einwohner, darunter waren sieben Deutsche.
Nach dem Münchner Abkommen wurde die Gemeinde 1938 dem Deutschen Reich angeschlossen und gehörte bis 1945 zum Landkreis Hohenstadt. 1939 hatte Lomigsdorf 700 Einwohner. Nach dem Zweiten Weltkrieg kam die Gemeinde zur Tschechoslowakei zurück. Mehrere Familien verließen Dlouhomilov und zogen in die Grenzgebiete.
1950 hatte die Gemeinde 544 Einwohner, die in 141 Häusern wohnten. Zum Ende des Jahres 1960 wurde der Okres Zábřeh aufgelöst und Dlouhomilov dem Okres Šumperk zugeordnet. Zugleich erfolgte die Eingemeindung von Benkov. Die Gemeinde Dlouhomilov bestand 1991 aus 151 Wohnhäusern mit 472 Bewohnern. In den 138 Häusern des Ortsteiles Dlouhomilov lebten 434 Menschen.

## Gemeindegliederung
Die Gemeinde Dlouhomilov besteht aus den Ortsteilen Benkov (Benke) und Dlouhomilov (Lomigsdorf) sowie der Ortslage Medelské (Dreihöfen).

## Sehenswürdigkeiten

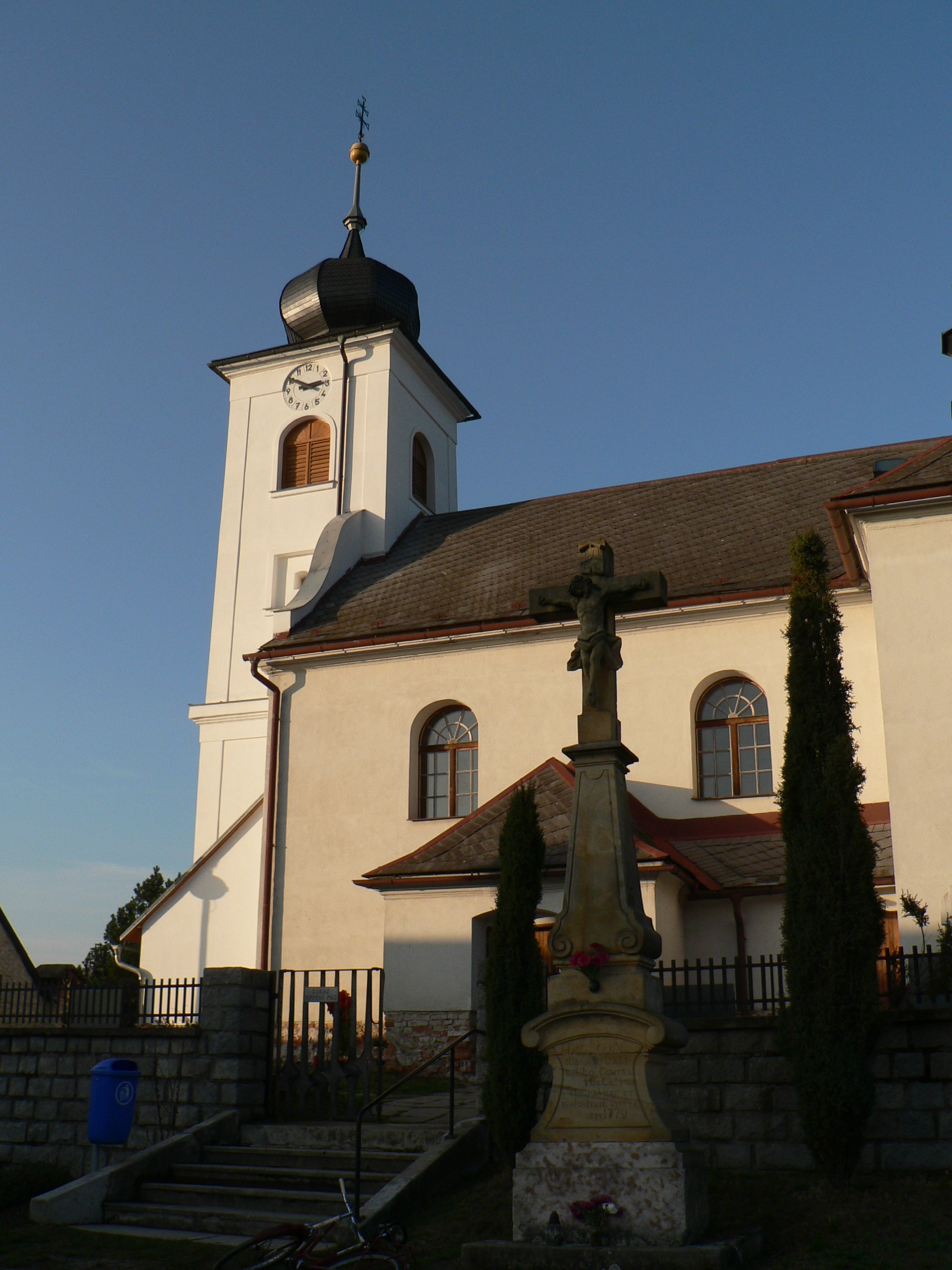
Kirche Aller Heiligen

- Burgruine Brníčko, südwestlich des Dorfes
- Kirche Aller Heiligen, der einschiffige Bau entstand 1767–1770 anstelle eines Vorgängerbaus und wurde 1832 erweitert
- Steinkreuz aus dem Jahre 1779
- Statue des hl. Johannes von Nepomuk, geschaffen 1839
- Ehemaliges Erbgericht
- mehrere Bauerngehöfte in Volksbauweise
- Glockenturm in Benkov, errichtet im 19. Jahrhundert
- Wallfahrtskapelle des hl. Florian in einem Wäldchen an der Skalka oberhalb Medelské

## Söhne und Töchter der Gemeinde
- Jaroslav Kauer (1919–1944), tschechoslowakischer Flieger, er fiel im Luftkampf über England